# 음식 외교

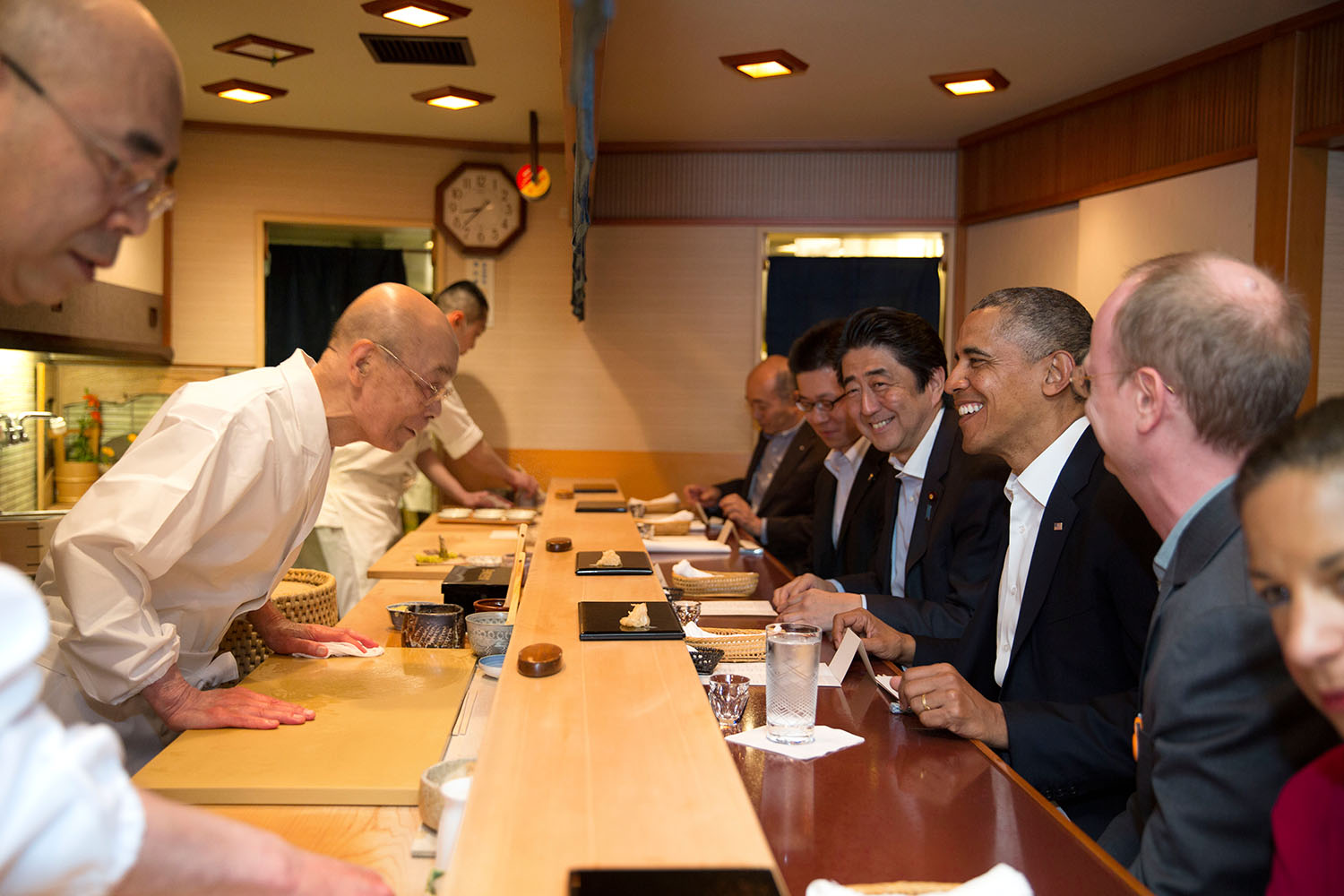
미국의 대통령 버락 오바마와 일본의 내각총리대신 아베 신조. 2014년 도쿄의 스키야바시 지로 스시 음식점에서.

음식 외교, 요리 외교, 미식 외교는 문화 외교의 일종으로, 그 자체가 공공 외교의 일부이다. 기본 전제는 "마음과 정신을 얻는 가장 쉬운 방법은 위장을 통하는 것"이라는 것이다. 공식 정부 후원 요리 외교 프로그램은 중화민국, 싱가포르, 태국, 대한민국, 말레이시아, 인도네시아, 레바논, 페루, 이스라엘, 미국, 캄보디아, 일본, 노르딕 국가에서 확립되었다.

## 같이 보기
- 세계김치연구소